# Hur Suk-ho
Hur Suk-ho (Seoul, 20 augustus 1973) is een golfprofessional uit Zuid-Korea. Op golftoernooien is hij ook wel bekend als SK Ho. Hij speelt vooral op de Japan Golf Tour.
Hur Suk-ho studeerde aan de Chae Yoog University in Korea.

## Professional
Hur Suk-ho werd in 1995 professional. Hij speelt sinds 2001 op de Japan Golf Tour en heeft daar inmiddels acht toernooien gewonnen. Bovendien heeft hij vier keer het Brits Open gespeeld en zich daar drie keer voor het weekend gekwalificeerd.  

### Gewonnen
Japan Golf Tour
- 2002: Juken Sangyo Open Hiroshima
- 2004: Japan PGA Championship, Japan Golf Tour Championship Shishido Hills Cup
- 2005: Japan PGA Championship, JCB Classic Sendai
- 2006: Gateway to the Open Mizuno Open
- 2008: Tsuruya Open, The Championship by Lexus

### Teams
- The Royal Trophy: 2006,  2007, 2009 (winnaars)